# Agustín Cortés Soriano
Agustín Cortés Soriano (Valência, 23 de outubro de 1947) é prelado espanhol da Igreja Católica Romana e bispo emérito da Diocese de Sant Feliu de Llobregat, tendo sido seu primeiro ordinário, de 2004 a 2024. Anteriormente, foi também bispo da Diocese de Ibiza, desde 1998.

## Biografia
Nascido em Valência, Espanha, realizou seus estudos ecleciásticos no Seminário Metropolitano local. Formou-se em teologia pela Faculdade São Vicente Férrer. Em 1993, doutorou-se em teologia pela Pontifícia Universidade Gregoriana de Roma.
Seus três irmãos, Manuel José, Francisco Javier e Miguel Ángel, varões também são sacerdotes, porém filiados à Sociedade de Maria, sendo que o primeiro foi superior geral da dita congregação de 2006 a 2018.
Foi ordenado sacerdote em 23 de dezembro de 1971. Entre 1972 e 1974, foi vigário em Quart de Poblet; de 1973 a 1984, capelão do colégio San José de la Montaña em Valência; de 1974 a 1976, reitor de Quart de Poblet e professor no Instituto Luis Vives de Valência.
De 1976 a 1978, foi diretor do secretariado diocesano da Pastoral Juvenil e, em 1978, vigário da Paróquia Santo Antônio de Pádua de Valência. De 1978 a 1984, serviu como secretário particular do então arcebispo de Valência, Dom Miguel Roca Cabanellas.
Entre 1986 e 1997, foi reitor do Seminário Metropolitano de Valência e, de 1997 a 1998, cônego penitenciário da Catedral de Valência. Entre 1990 e 1998, serviu como professor de teologia na Faculdade Teológica, no Instituto Teológico para o Matrimônio e a Família e no Instituto de Ciências Religiosas de Valência.
Em 20 de fevereiro de 1998, o Papa João Paulo II nomeou-o 12º bispo da Diocese de Ibiza, sufragânea da Arquidiocese de Valência, que se encontrava vacante havia seis meses, desde a transferência de seu antecessor, Dom Javier Salinas Viñals, para a Diocese de Tortosa. Sua ordenação episcopal e posse ocorreu em 18 de abril seguinte, na Igreja Paroquial da Santa Cruz em Ibiza, por imposição das mãos do núncio apostólico, Dom Lajos Kada, tendo como co-consagrantes Dom Ricardo María Carles Gordó, cardeal-arcebispo de Barcelona, e Dom Agustín García-Gasco y Vicente, arcebispo de Valência.
Posteriormente, Dom Agustín foi nomeado bispo da recém-criada Diocese de Sant Feliu de Llobregat, desmembrada da Arquidiocese de Barcelona por bula papal de 15 de junho de 2004, iniciando seus trabalhos em 12 de setembro seguinte. Ibiza permaneceu vacante até janeiro de 2005, quando foi nomeado seu novo bispo, Monsenhor Vicente Juan Segura.
Durante seu episcopado, Dom Agustín combateu as influências progressistas da Irmã Teresa Forcades, monja beneditina e teóloga, e do bispo Dom Joan Enric Vives i Sicília, que fora bispo-auxiliar da Arquidiocese de Barcelona, à qual pertencia o território de Sant Feliu, entre 1993 e 2001.
Em maio de 2013, foi diagnosticado com mieloma múltiplo, enfermidade da qual se recuperou após nove meses de tratamento.
Na Conferência Episcopal Espanhola, é membro da Comissão Episcopal para Evangelização, Catequese e Catecumenato desde março de 2020. Já foi vice-presidente da Comissão para Seminários e Universidades - subcomissão Universidades (2014-2017), da qual pertencera anteriomente como membro (1996-2011), membro da Comissão de Liturgia (2014-2017), da Doutrina da Fé (1999-2002), e do Ensinamento e Catequese (2002-2005).
Ao completar 75 anos, como dita o Código Canônico, apresentou sua renúncia ao múnus episcopal à Santa Sé, e teve seu pedido acatado em 8 de outubro de 2024, sendo nomeado como seu sucessor o Monsenhor Xabier Gómez García, OP, até então prior do Convento Dominicano Santo Tomás de Aquino-El Olivar de Madri e diretor do Departamento de Migrações da Conferência Episcopal Espanhola. Dom Agustín permaneceu como administrador apostólico da Diocese de Sant Feliu até a ordenação episcopal e posse de Dom Xabier, que ocorreu em 30 de novembro seguinte. Dom Agustín foi co-consagrante, junto com Dom Juan José Omella Omella, cardeal-arcebispo de Barcelona, e com o cubano Dom Emilio Aranguren Echeverria, bispo de Holguín.
Em 11 de janeiro de 2025, foi co-consagrante de dois novos bispos-auxiliares da Arquidiocese de Valência, Dom Fernando Enrique Ramón Casas e Dom Arturo Javier García Pérez, junto com o arcebispo metropolita Dom Enrique Benavent Vidal e o núncio apostólico, Dom Bernardito Cleopas Auza.